# Katica Illényi
Katica Illényi (tiếng Hungary: [ˈkɒtit͡sɒ ˈilleːɲi], tên Hungary: Illényi Katica) là viện sĩ Viện hàn lâm nghệ thuật Hungary, nữ nghệ sĩ vĩ cầm xuất sắc đương đại của Hungary.
Đóng góp của bà cho âm nhạc và nghệ thuật chủ yếu là biểu diễn vĩ cầm, ngoài ra còn biểu diễn đàn Theremin (Термéн), hát và múa về các thể loại: nhạc cổ điển, nhạc nhẹ và nhạc jaz. Bà bắt đầu công diễn trong nước từ năm 1986 (18 tuổi) và nổi tiếng ở nước ngoài từ năm 2002. Những năm gần đây, bà không chỉ biểu diễn trong nước, mà còn ở nhiều nước ngoài (như: Hoa Kỳ, Canada, Israel, Thổ Nhĩ Kỳ, Jordan, Việt Nam v.v).

## Gia đình
- Katica Illényi xuất thân từ một gia đình trí thức có truyền thống âm nhạc ở Budapest. Cha là Ferenc Illényi (1935-2007) - nghệ sĩ vĩ cầm ở Magyar Nemzeti Operaház és Balett Színház (Nhà hát nhạc vũ kịch quốc gia Hungary). Mẹ là giáo viên, thành thạo dương cầm. Katica say mê âm nhạc, đến nỗi "không thể ngồi yên khi thấy tiếng nhạc".[5]

Ông Ferenc (cha) không chỉ là người định hướng các con mình theo con đường âm nhạc từ nhỏ, mà còn là người thầy đầu tiên của các con mình. 
- Các người em của bà hiện đều là nghệ sĩ đàn dây (họ vĩ cầm): Ferenc Illényi hay Phơ-răng con (violin), Anikó Illényi (cello), Csaba Illényi (violin)[6], thường biểu diễn với nhau khi có dịp, nên báo chí Hungary gọi họ là nhóm "ABBA đàn dây" của nước mình.[7]

## Giáo dục
- Katica được cha giảng dạy nhạc lí cơ bản và tập vĩ cầm từ năm 3 tuổi rưỡi. Ở bậc tiểu học, Katica học nhạc tại nhà. Năm 1980 (lúc 12 tuổi), Katica đã được tham gia Lễ hội vĩ cầm quốc tế mang tên "Lễ hội Ti-bô Vac-ga" (Tibor Varga Festival) tổ chức ở Sion (Thụy Sĩ). Sau đó ít lâu, Katica được nhận vào học tại trường trung học âm nhạc Detmold (Musikhochschule Detmold, thuộc Tây Đức hồi đó) dưới sự hướng dẫn của nghệ sĩ vĩ cầm nổi tiếng người Hungary là Tibor Varga (1921 - 2003), hồi đó là nhạc trưởng ở Thụy Sĩ. Năm 1982, Katica tốt nghiệp tiểu học, rồi lên học tập văn hóa và âm nhạc tại trường âm nhạc Béla Bartók (Bartók Béla Zeneművészeti Szakközépiskola) là trường trung học bậc cơ sở riêng cho học sinh có năng khiếu âm nhạc đặc biệt của Hungary.

Cuối năm 1984, Katica được nhận vào lớp "tài năng đặc biệt" của Liszt Ferenc Zeneművészeti Egyetem (Học viện Âm nhạc F. Liszt). Tại đây, Katica được nghệ sĩ vĩ cầm Hungary nổi tiếng là Dénes Kovács (1930 - 2005) giảng dạy. Katica nhận bằng tốt nghiệp trung học tại trường này vào giữa năm 1986.
Gần cuối năm 1986, Katica chuyển lên bậc đại học tại Học viện âm nhạc Liszt, đến cuối năm 1991 thì nhận bằng thạc sĩ vĩ cầm và là giảng viên vĩ cầm chuyên về nhạc cổ điển.
- Sau khi tốt nghiệp học viện, Katica vừa biểu diễn, vừa học thêm nhiều môn khác:

- Năm 1991 học nhảy tap, giáo viên: Pécsi Gizi, Bóbis László, Pirovits Árpád.

- Luyện thanh cổ điển từ năm 1991, giáo viên: Ilona Adorján, Olga Szilágyi.

- Học hát jaz tại Trung tâm giải trí quốc gia Budapest (OSZK) từ năm 1992, giáo viên: Garay Attila.

- Học diễn xuất ca kịch ở Phòng ca kịch Budapest (Fővárosi Operettszínház Stúdiója) từ 1994.

- Học nhảy jaz từ 1996, tại Nhà hát múa Budapest (Budapest Táncszínház), giáo viên: Béla Földi.

- Từ năm 2013, tham gia khóa huấn luyện thanh âm ở Phòng thu thanh nhạc Rạng đông Hungary (Magyar Hajnal Énekstúdió).

- Học đàn Theremin (đôi khi gọi là aetherphone) ở Nhạc viện Theremin mùa Hạ của Pháp từ năm 2013, nhận bằng thạc sĩ (năm 2014).

## Sự nghiệp
Hoạt động nghệ thuật của Katica Illényi trải rộng trên nhiều hình thức biểu diễn nghệ thuật khác nhau (ca kịch, hát, nhảy, biểu diễn nhạc cụ) và bằng nhiều nhạc cụ khác nhau (xen-lô, đàn Tê-rê-min và nhất là vĩ cầm), ở các thể loại khác nhau (nhạc nhẹ, cổ điển, jaz). Các hoạt động nghệ thuật của bà được chia thành 2 giai đoạn gối nhau: nghệ sĩ dàn nhạc (1991 đến 1999-2002) và nghệ sĩ độc lập (từ khoảng 2000-2002 đến nay).

### Nghệ sĩ dàn nhạc
Sau khi tốt nghiệp Học viện âm nhạc (năm 1991), Katica đã có tiếng trong nước. Đến năm 1996 Katica trở thành nghệ sĩ vĩ cầm số 1 đồng thời cũng là ca sĩ thuộc biên chế của dàn nhạc Clê-zơ-me Bu-đa-pet (Budapest Klezmer). Từ năm 1999, Katica thường được mời biểu diễn độc tấu hoặc hòa tấu trong các chương trình phát thanh, truyền hình và biểu diễn thính phòng ở nhiều nơi.. Trong các quá trình biểu diễn và ghi âm như thế, Katica cảm thấy sự gò bó của dàn nhạc biên chế cũng như là giới hạn chật chội của âm nhạc cổ điển trong thế giới âm nhạc hiện đại. Do đó, bà dần mở rộng phạm vi biểu diễn sang các hình thức âm nhạc khác và tự tạo ra bước ngoặt trong đời mình bằng cách chuyển sang biểu diễn tự do dưới hình thức độc tấu (solo).

### Nghệ sĩ độc lập

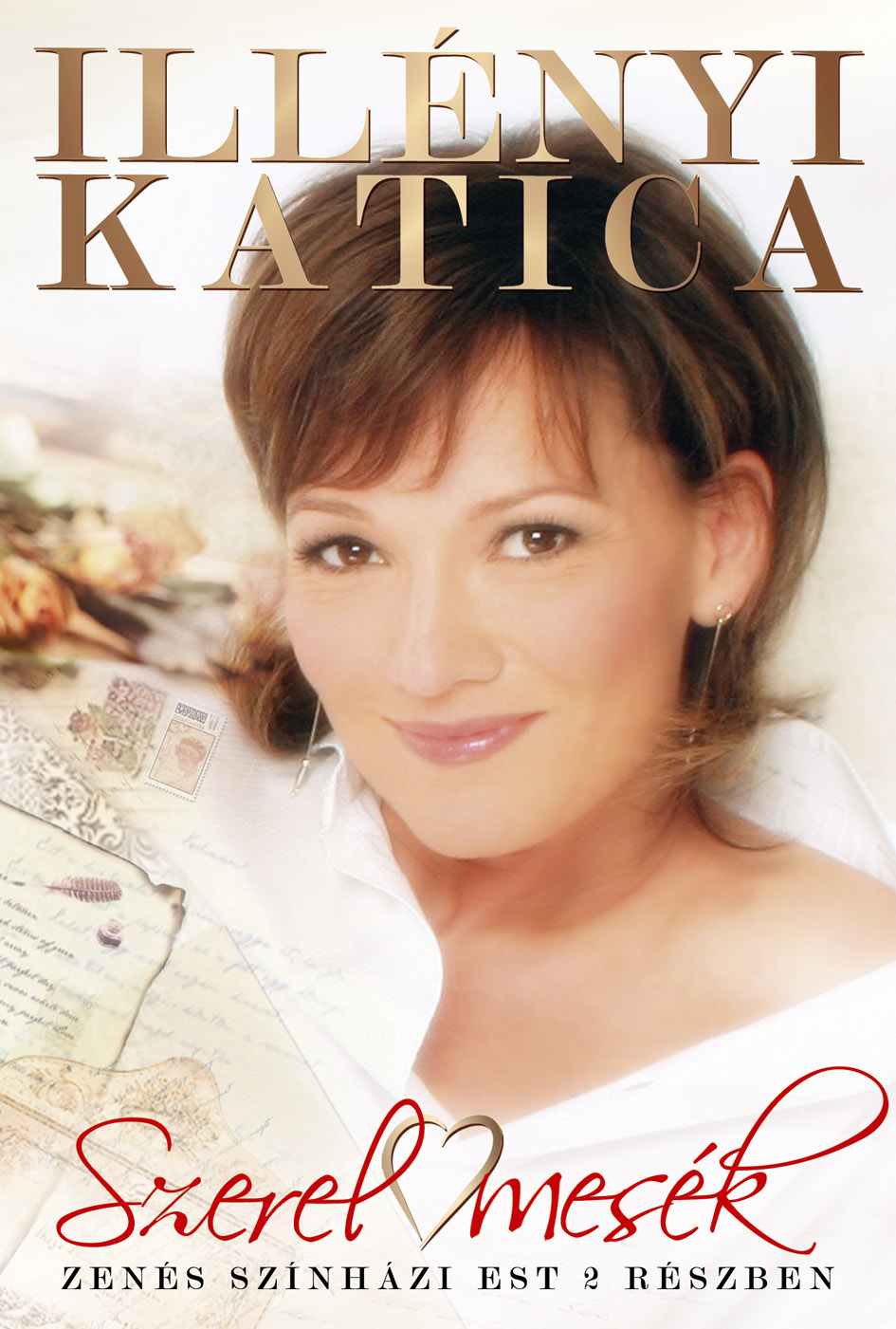
Bìa một quảng cáo Katica biểu diễn ban đầu ở giai đoạn độc lập.

Từ năm 2002, bà chính thức tách khỏi dàn nhạc trên và hoàn toàn làm chủ các cuộc biểu diễn của mình: tự tổ chức hoặc được mời tham gia nhiều buổi hòa nhạc ở các quy mô nhỏ hay lớn trong nước và trên quốc tế dưới nhiều lĩnh vực nghệ thuật khác nhau.
- Trong lĩnh vực nhạc cổ điển, Katica đóng vai trò độc tấu của một nghệ sĩ vĩ cầm với dàn nhạc giao hưởng, trình diễn nhiều tác phẩm kiệt xuất của các nhà soạn nhạc thiên tài người Hungary (như Béla Bartók, Franz Liszt...) cũng như của các nhạc sĩ thiên tài trên thế giới như Pyotr Ilyich Tchaikovskyy (Nga), Niccolò Paganini (Ý), Antonín Dvořák (Sec), của các nhạc sĩ cận đại và hiện đại như A.I. Khachaturian (Armenia), George Gershwin (Mĩ), Ennio Morricone (Ý), Michel Legrand (Pháp) và John Williams (Mĩ).[3][7]
- Trong lĩnh vực nhạc nhẹ, bà đã biểu diễn nhiều bản nhạc được nhiều người ưa thích của nhiều quốc gia khác nhau. Trong lĩnh vực ca hát, bà là ca sĩ biểu diễn nhiều bài hát hiện đại, các aria trong nước và nước ngoài. Trong lĩnh vực múa, bà biểu diễn nhảy dân gian (folk), bolero,  nhảy tap v.v. Bà là người Hungary đầu tiên công diễn thành công đàn Tê-rê-min (2014).

Những video biểu diễn của bà đăng tải trên mạng xã hội (Youtube, Facebook cá nhân) được hơn 50 triệu lượt người truy cập. Tuy được công nhận là nghệ sĩ đa tài, nhưng bà tự nhận định rằng 80% tác phẩm đã biểu diễn là bằng vĩ cầm, thuộc lĩnh vực nhạc cổ điển.
Các cuộc biểu diễn nghệ thuật của bà đều có chất lượng cao, kĩ thuật điêu luyện, phong cách giàu nữ tính, gần gũi với khán giả, giúp âm nhạc trở nên gần gũi hơn với đa số quần chúng và tạo khả năng tương tác các xu hướng và hình thức âm nhạc khác nhau, thúc đẩy cầu nối giữa các nền văn hóa khác nhau, đặc biệt là giới thiệu cho quốc tế về văn hóa âm nhạc Hungary. Bởi thế, đất nước Hungary đã chọn Katica là đại sứ âm nhạc của nước mình cho thế giới từ năm 2010.
Hiện nay, các cuộc trình diễn của bà có xu hướng phục vụ nhiều cho giới trẻ, ưa thích các nghệ sĩ "phi cổ điển" như Bobby McFerrin, Jasha Heifetz, Stéphane Grappelli, Yo Yo Ma, Joshua Bell, Janine Jansen, Rusanda Panfili, Janoska Ensemble, Yolanda Adams, Whitney Houston, John Williams, Michael Jackson, Fred Astaire và v.v.

### Giảng dạy
Bà là giảng viên cho các sinh viên âm nhạc.

## Giải thưởng và danh hiệu
- Năm 2002: Giải thưởng "eMeRton" của Đài phát thanh quốc gia Hungary.
- Năm 2010: Giải thưởng "Artisjus" của Viện hàn lâm âm nhạc quốc gia Hungary.
- Năm 2012: Giải thưởng "Franz Liszt" (giải thưởng cao nhất của Quốc gia dành cho nghệ sĩ xuất sắc nhất Hungary) trao tặng ngày 15/3 hàng năm.
- Năm 2014: Được bàu là Viện sĩ viện Nghệ thuật Hungary (Magyar Művészeti Akadémia – viết tắt là MMA).
- Năm 2015: Danh hiệu "Nghệ sĩ ưu tú quốc gia" do Bộ trưởng bộ văn hóa Hungary trao tặng.
- Chứng nhận "Đĩa ghi vàng" (gold record) và "Đĩa ghi bạch kim" (platinum record) 2015 của RIAA (Recording Industry Association of America, Hiệp hội Công nghệ ghi âm Mĩ).

## Hoạt động khác

### Từ thiện
Bà đã tổ chức nhiều buổi hòa nhạc từ thiện và vận động sự giúp đỡ vị tha cho người nghèo. Bà là Đại sứ từ thiện ở Budapest theo yêu cầu của Giáo hội Công giáo Hungary. Giáo hội Tin Lành Lutheran đã mời bà giúp công việc của Hội Chữ thập đỏ tại Győr (tây bắc Hungary). Hiện bà tham gia Tổ chức Dinh dưỡng Quốc tế giúp đảm bảo bữa ăn cho trẻ em nghèo trên thế giới.

### Luyện tập
Ngoài luyện tập cho biểu diễn, bà đã ăn chay khoảng 20 năm nay và thực hành Yoga từ năm 2007.